# نوری که هرگز نمی‌آید
«نوری که هرگز نمی‌آید» (بهانگلیسی: A Light That Never Comes) یک ترانه از گروه راک آمریکایی لینکین پارک است.  این ترانه نخستین همکاری آنها با موسیقی‌دان آمریکایی استیو آئوکی است. این بیست و ششمین تک‌آهنگ گروه است. این ترانه به‌صورت سی‌دی و دیجیتالی منتشر شده‌است.
این ترانه توسط مایک شینودا و چستر بنینگتون خوانده شده‌است.

## دست‌اندرکاران

### لینکین پارک
- چستر بنینگتون - خواننده
- رابر بوردون - درامز
- براد دلسون - گیتار لید، آواز پشتیبان
- دیو فارل - گیتار باس، آواز پشتیبان
- جو هان (آقای هان) - پخش، نمونه، برنامه‌ریز، آواز پشتیبان
- مایک شینودا - خواننده، گیتار ریتم، صفحه کلید، پیانو، سینت سایزر

#### دیگر موسیقی‌دانان
- استیو آئوکی - برنامه‌ریز، تهیه‌کننده

## نمودار سالانه
| نمودار سال ۲۰۱۳                | جایگاه |
| ------------------------------ | ------ |
| Germany - Media Control Charts | ۹۱     |
| US Hot Rock Songs - Billboard  | ۵۵     |

## پیشینه پخش
| ناحیه | تاریخ           | فرمت         | برچسب                           |
| ----- | --------------- | ------------ | ------------------------------- |
| جهانی | ۱۶ سپتامبر ۲۰۱۳ | پخش دیجیتالی | وارنر برادرز. رکوردز، ماشین شاپ |
| اتریش | ۱۱ اکتبر ۲۰۱۳   | لوح فشرده    | وارنر برادرز. رکوردز            |
| آلمان | ۱۱ اکتبر ۲۰۱۳   | لوح فشرده    | وارنر برادرز. رکوردز            |
| سوئیس | ۱۱ اکتبر ۲۰۱۳   | لوح فشرده    | وارنر برادرز. رکوردز            |
| جهانی | ۲۱ ژانویه ۲۰۱۴  | ریمیکس       | وارنر برادرز. رکوردز، Dim Mak   |